# Spyro: Enter the Dragonfly
Spyro: Enter the Dragonfly er det fjerde spil der er blevet lavet i Spyro the Dragon-serien, og det første spil i serien der blev lavet til PlayStation 2. Historien fortsætter kort efter handlingen i Spyro: Year of the Dragon, hvor Spyro fik alle drageægene tilbage og klarede The Sorceress.
Figurer i spillet inkluderer blandt andre: Hunter, Bianca, Moneybags, Ripto, Gulp, Crush.